# Ian Ayre
Ian Ayre (Brisbane, 18 agosto 1929 – Brisbane, 12 ottobre 1991) è stato un tennista australiano.

## Carriera
Al Queensland Championships 1951 ha raggiunto la finale dove è stato sconfitto in tre set da Frank Sedgman, l'anno successivo ha vinto il Surrey Grass Court Championships sconfiggendo il sudafricano Bryan Woodroffe per 6–4, 6–2.
Nel 1953 ha raggiunto la semifinale degli Australian Championships dove si è arreso solo al quinto set a Mervyn Rose e nella stessa edizione è avanzato fino alle semifinali in coppia con Nell Hopman nel doppio misto. Nello stesso anno ha raggiunto il quarto turno sia a Wimbledon che agli U.S. National Championships.
Ha giocato tre quarti di finale nel doppio maschile, agli Australian Championships nel biennio 1952-53 e sull'erba di Wimbledon nel 1952.
È stato convocato con la squadra australiana di Coppa Davis senza tuttavia scendere in campo vista la grande competizione tra i connazionali.
Ha avuto un attacco cardiaco mentre stava giocando un incontro di doppio riservato ai senior ed è deceduto prima di arrivare in ospedale.